# 克利莫維奇區
克利莫維奇區（羅馬化：Klimovichskiy rayon）是白俄羅斯東部莫吉廖夫州的一個區，行政中心为克利莫維奇，面積1,542.78平方公里，2009年人口28,523，人口密度每平方公里18.49人。